# Алекс Орлов
Вади́м Никола́евич Дари́щев, более известный под творческим псевдонимом А́лекс Орло́в (род. 14 февраля 1964, Москва) — российский писатель-фантаст.

## Биография
Вадим Дарищев родился 14 февраля 1964 года в Москве. В 1981 году окончил среднюю школу, а в 1984 году, после службы в армии, поступил в МВТУ им. Баумана. Окончив институт по распределению поступил на работу в один из закрытых НИИ.
Первая публикация — рассказ «Плот» в журнале Юрия Петухова «Приключения, фантастика» (1993). После развала оборонного комплекса Вадим работает в коммерческой сфере. В 1998 году берётся за переработку своего студенческого фантастического романа «Миссия», в результате чего на свет появляется роман «Тени войны». В издательстве «Эксмо» дебютная работа писателя была забракована, однако в издательстве «Армада» рукопись приняли, после чего Дарищев, взяв творческий псевдоним Алекс Орлов, начинает профессиональную карьеру писателя-фантаста. На данный[какой?] момент является автором более 60 романов. В литературных кругах его даже называют[кто?] «русский Эдмонд Гамильтон» за его разработку космической тематики и количеству изданных за год книг.
В конце 1990-х годов издательство «Альфа-книга» решило выпустить книгу молодой писательницы Ирины Кобловой под псевдонимом Алекс Орлов, однако это вызвало возмущение со стороны обоих писателей, и роман Кобловой вышел под псевдонимом Антон Орлов. Тем не менее издательство не отказалось от идеи использования имени Алекса Орлова, издав под этим псевдонимом дебютный роман Дмитрия Воронина «Операция „Одиночество“».

## Отзывы и критика
Самый большой по объёму фантастический сериал на постсоветском пространстве создал Алекс Орлов. Выполнен он в стиле космооперы. Звездолёты, десантники, спецслужбы, элитные подразделения и чуть-чуть эзотерики в качестве приправы. Причина успеха сериала прочитывается по его названию — «Тени войны». Много космических батальных сцен, а также сражений «на поверхности», но с применением оружия будущего. Написано незамысловато, но задорно. Точка. Добавить нечего. Реакция тех, кто «подсел»: повторять, повторять и повторять. Едва попытался Алекс Орлов воткнуть в сериал более сложную вещь («Ловушка для змей») и сразу получил залп негодования, мол, «нам такое не нужно»…
Сейчас тот же Орлов пытается (и небезуспешно) сыграть на другом поле — на приколах. В 2003 году вышли его романы «Тютюнин против ЦРУ» и «Тютюнин против инопланетян» — это, видимо, начало нового сериала. Текст построен как бесконечный каскад анекдотических ситуаций. Кушает российский любитель фантастики? Вполне. Орлов, как видно, «спинным мозгом чувствует»: массовому потребителю наслаждение дается грубыми способами, изысканная ласка хороша для более камерной аудитории
— Дмитрий Володихин, Игорь Чёрный